# زورقيات الورق
زورقيات الورق (الاسم العلمي: Lembophyllaceae)، فصيلة من النباتات الحزازية الجانبية تنتمي إلى رتبة نائمات. وصفت في الأصل من قبل عالم النبات الفنلندي فيكتور فرديناند بروذروس (1849-1929) في عام 1909. تتواجد الفصيلة بشكل أساسي في أستراليا وجنوب أمريكا الجنوبية.